# Dallas (Carolina del Nord)
Dallas è un comune degli Stati Uniti d'America, situato in Carolina del Nord, nella contea di Gaston. 